# Namazu

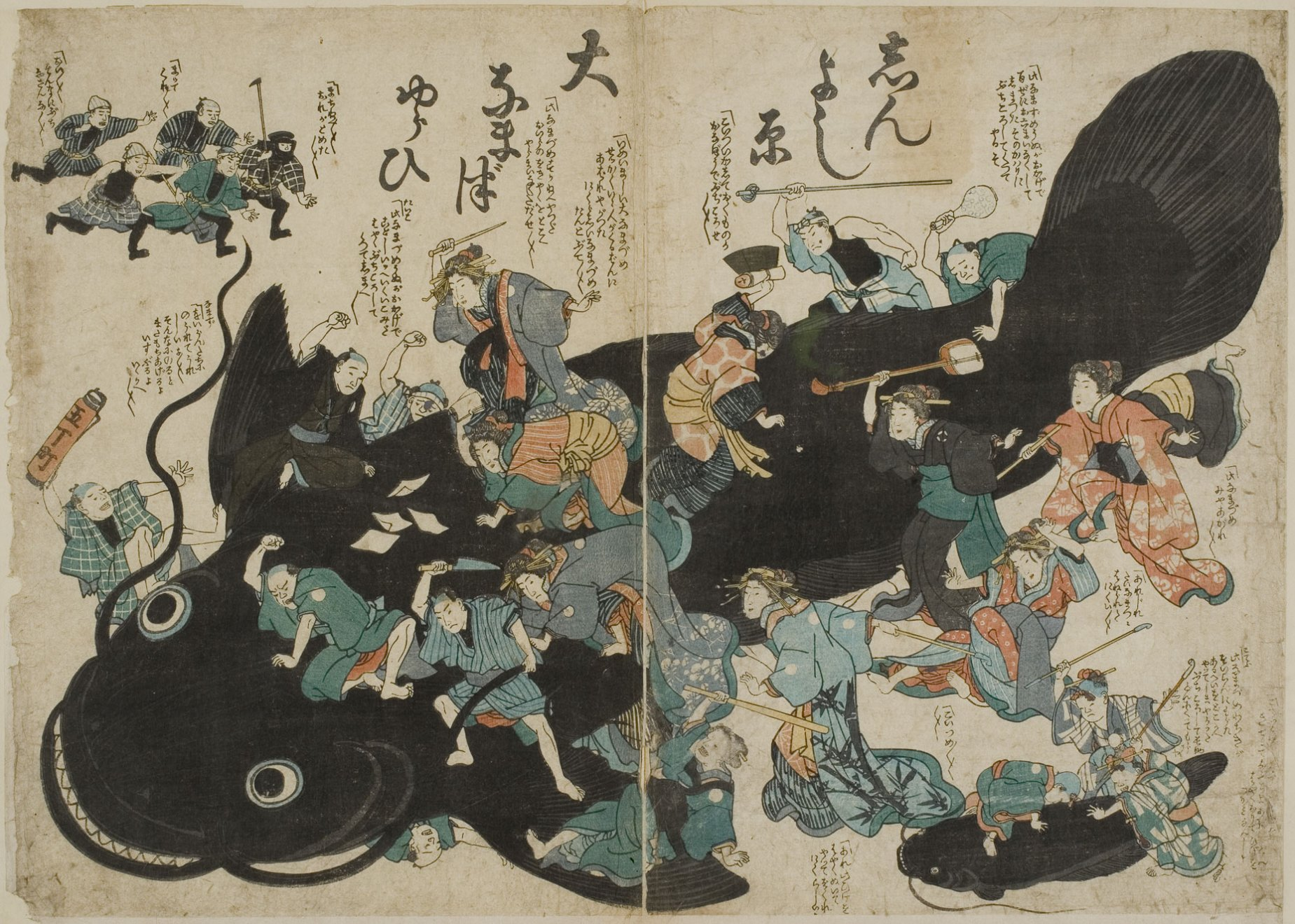
Il pesce Namazu in un'immagine intitolata Shin Yoshiwara ōnamazu yurai o "La causa del grande pescegatto a Shin Yoshiwara".

Nella mitologia giapponese, Namazu (鯰?) o Ōnamazu o jishin namazu è un enorme pescegatto in grado di dare origine a terremoti. Namazu vive nel fango, al di sotto della terra. Il dio Takemikazuchi, venerato a Kashima, lo sorveglia e ne limita i movimenti con una pietra. Alla prima distrazione del suo guardiano, si agita provocando violenti terremoti.
Il grande pesce mitologico è munito di lunghi baffi e di una lunga coda che risiede sotto il territorio di Shinosa e Hidachi, mentre il corpo giace sotto l'intero arcipelago giapponese. Una delle caratteristiche peculiari del pescegatto è la pietra sacra infilata al centro del suo corpo, che da un lato tende a penetrare le viscere della terra, mentre dall'altro emerge all'interno del santuario del dio, il Kashima Daimiojin.

La leggenda narra che il dio Kadori, per scongiurare i terremoti, tenti di tenere fermo il pescegatto, con l'aiuto di una zucca.

## Riferimenti letterari
Nel Manuale di zoologia fantastica di Jorge Luis Borges, quest'essere viene citato sotto la voce "Il Kami". 
In questa versione si cita la spada del dio, e non una pietra. 
Scrive Borges, citando un autore imprecisato: 
Si aggiunge che il pomo della spada è lavorato in pietra e sporge dal suolo vicino al tempio di Kashima, e che un signore feudale scavò inutilmente per sei giorni e sei notti senza arrivare alla fine della lama. 
Nella stessa pagina si riportano altri mostri giapponesi che causerebbero terremoti: il Jinshin-Uwo, un'anguilla, e il Jinshin-Mushi, uno scarafaggio. Questi esseri vengono tutti descritti come giganteschi.